# Stenostira scita
El papamoscas duende (Stenostira scita) es una especie de ave paseriforme en la familia Stenostiridae propia del África Austral. Anteriormente se clasificaba en la familia Muscicapidae, pero los estudios genéticos indicaron que debía situarse en una nueva familia, Stenostiridae (Beresford et al. 2005, Fuchs et al. 2006). Es la única especie del género Stenostira.

## Descripción
El papamoscas duende mide entre 11–12 cm de largo. Los adultos tienen las partes superiores principalmente de color gris, con una lista superciliar y una bigotara blancas enmarcando el resto de su rostro negro. Las plumas de vuelo de sus alas son negras y presenta lista blanca que las atraviesa. Su cola también es negra, salvo las plumas laterales que son blancas. Su garganta es blanca, su pecho es gris claro, y su vientre blanco un tonos gris rosáceos en el centro. Su ojo es castaño y su pico y patas son negros. Ambos sexos tienen un aspecto similar, y los juveniles son más parduzcos.

## Distribución y hábitat
El papamoscas duende se encuentra en el sur de África, distribuido por Botsuana, Sudáfrica,  Lesoto y Namibia, y aparece como divagante en Zimbabue y Suazilandia.
Es un migrador estacional que cría en el matorral del karoo y el fynbos de las montañas meridionales y migra al norte para pasar el invierno austral en matorrales de altitudes más bajas.

## Comportamiento
Generalmente se observa en solitario o en pareja, aunque puede verse también en pequeñas bandadas. Se alimenta de insectos y otros invertebrados que busca entre el follage. 
El papamoscas duende es una especie monógama, que se empareja una vez de por vida, a no ser que su pareja muera. Construye un nido en forma de cuenco con ramitas y otras materias vegetales. Lo sitúa bien escondido entre las ramas de un árbol o matorral. La hembra pone dos o tres huevos de color verde.